# Besaia simplicior
Besaia simplicior är en fjärilsart som beskrevs av M.Gaede 1930. Besaia simplicior ingår i släktet Besaia och familjen tandspinnare. Inga underarter finns listade i Catalogue of Life.